# Танські гербу власного
Танські (рос. Танские) — шляхетський рід імовірно молдавського походження, який осів на Україні на початку XVIII ст. Брати Танські: Антін і Василь та Михайло, ніженський полковий обозний (1746), посідали визначне місце серед козацької старшини.

## Походження
Нащадки Антона Танського, полковника Білоцерківського (1711), а потім Київського (1712).

## Опис герба
В червоному полі пов'язка в кільце. (Наленч зм.)
Щит увінчаний дворянським шоломом і короною. Нашоломник: три страусиних пера, пронизаних стрілою. намет на щиті червоний, підкладений сріблом.

## Родова схема
Михайло (*? — †після 1633) — полковник Брацлавський; 30 грудня 1633 р. отримав привілей короля Владислава на ліси Паліївські (?) в Житомирському повіті
- Іван Михайлович старший (*? — †?) — охочекомоний полковник; 27 березня 1709 р. отримав універсал гетьмана Скоропадського на с. Вороне
- Іван Михайлович молодший (*? — †?) — "волентир", 29 серпня 1709 р. отримав гетьманський універсал на с. Худяки Черкаського повіту
- Василь Михайлович (*близько 1662 — †?) ∞ Анна Степанівна Забіла (*? — †?)
  - Федір Васильович (*? — †?) — підпрапорний Богодухівської сотні Охтирського полку (1732)
    - Данило Федорович (*? — †?) — канцелярист
      - Іван Данилович старший (*? — †?) — неслужащий дворянин, мешканець м. Охтирки (1788)
      - Василь Данилович (*? — †?)
      - Федір Данилович (*бл. 1770 — †1827) — в службі від 29 лютого 1788 р. рядовим Катеринославського гусарського полку. Від 5 липня 1788 р. – вахмістр; 28 травня 1789 р. – в кінному Князя Таврійського полку; 15 листопада 1792 р. – корнет; 23 серпня 1793 р. – в Інгерманландському карабінерському полку; 1 березня 1798 – при взятті Аккерману та Бендер; в 1792 р. в Польщі; 1794 р. – при взятті Вільни; 25 лютого 1810 р. – інспектор шовководства Херсонської губернії; 31 грудня 1813 р. – колезький секретар; 31 грудня 1813 – титульний радник; там же служив і в 1824 р. ∞ Катерина NN (*? — †?)
      - Іван Данилович молодший (*? — †?)
      - Йосип Данилович (*? — †?)

  - Анна Василівна (*близько 1714 — †?) ∞ Семен Семенович Лизогуб (*1708/1709 — †1781)
- Михайло Михайлович (*? — †до 1767) — ніжинський полковий обозний (1746)
  - Дмитро Михайлович (*? — †після 1767)
- Антон Михайлович (*? — †?) ∞ Марія Семенівна Палій (*? — †?) ∞ Софія Федорівна Галенковська (*? — †?)
  - Михайло Антонович (*? — †1747) — з 1742 р. Київський полковник на місце батька ∞ Олена Андріївна Миклашевська (*? — †?) — донька бунчукового товариша ∞ Софія Федорівна Галенковська (*? — †?) — донька Прилуцького полкового писаря
    - Марія Михайлівна (*? — †?) — камер-юнгера Височайшого ЇЇ Імператорської Вискості Двору (1762)

  - Іван Антонович (*? — †до 1762) — бунчуковий товариш ∞ Анна NN (*? — †?)
    - Пелагея Іванівна (*? — †після 1786) ∞ Антон Михайлович Олександрович (*? — †?) — колезький асесор

  - Йосип (Осип) Антонович (*близько 1706 — †після 1786) ∞ Анна Андріївна Дунін-Борковського (*? — †?) — донька бунчукового товариша
    - Василь Йосипович старший (*бл. 1746 — †до 1817) — "з Волоського шляхетства". В службі з 1766 р. в Ростовському пікінерському полку. 6 березня 1766 р. – капрал; 18 травня 1766 р. – каптенармус; 14 грудня 1766 р. – вахмістр; 30 липня 1771 р. – поручик Луганського пікінерського полку. В 1772 звільнений з чином армії підпоручика. Був в походах: при взятті Бендер (1770), Перекопа і Кафи (1771) та в Криму (1772) ∞ Єлизавета Петрівна Симоновська (*бл. 1761 — †?) — донька статського радника
      - Петро Васильович (*бл. 1772-1780 — †до 1827) — в службі з 25 березня 1797 р. кавалергардом; 28 листопада 1797 р. – колезький реєстратор; в 1800 р. призначений в Державний Заємний банк; 31 березня 1801 р. – прапорщик Київського гренадерського полку; 23 жовтня 1802 р. – підпоручик; 1 жовтня 1803 р. – поручик і полковий ад'ютант; 19 грудня 1804 р. – штабс-капітан при відставці; 9 грудня 1804 р. – поручик Брестського піхотного полку; 12 серпня 1807 р. – штабс-капітан; 20 грудня 1807 р. – в Херсонському гренадерському полку; 3 січня 1809 р. – капітан при відставці ∞ Віра Петрівна NN (*? — †?)
      - Василь Васильович (*бл. 1790 — †до 1817) — губернський секретар (1812). Поміщик Борзенського повіту (1816) ∞ Параскева Васильївна Лайкевич (*? — †?) — донька поручика
      - Єфросинія Василівна (*бл. 1786 — †?)

    - Василь Йосипович молодший (*1752 — †після 1817) — в службі з 1768 р. в Орловському піхотному полку. 2 листопада 1773 р. – сержант; 3 липня 1778 р. – прапорщик при відставці. Бував в походах в Польщі та Туреччині ∞ Анастасія Григорівна (Георгієвна) Дзвонкевич (*? — †?)
    - Антон Йосипович (*бл. 1756 — †до 1798) — підпоручик (1788); поручик (1791)
    - Іван Йосипович ∞ Агрофена Семенівна Пилипенко (*? — 18 вересня 1782 — †до 1798)
    - Семен Йосипович (*бл. 1762 — †після 1798) — в службі з 1775 р. в армії, і з 1779 р. в гвардії. Від 1 січня 1781 р. – поручик; 6 лютого 1794 р. –  капітан
    - Катерина Йосипівна (*бл. 1763 — †після 1795) ∞ Йосип Федорович Вільчик (*бл. 1748 — †?) — прем'єр-майор

  - Анна Антонівна (*близько 1725 — †після 1768) ∞ Степан Іванович Сулима (*1709 — †1739) — бунчуковий товариш ∞ Степан Миронович (*? — †до 1762) — значковий товариш ∞ Семен (Симон) Семенович Лизогуб (*? — †?)
  - Євдокія Антонівна (*біля 1725 — †після 1768) ∞ Іван Афанасійович Покорський (*? — †?) — Київський полковий писар (1737-1738)
  - Федора Антонівна (*? — †?)
  - Ірина Антонівна (*? — †?) ∞ Степан Андрійович Ракович (*? — †?) — бунчуковий товариш (1744)